# Evolução do Colégio dos Cardeais sob o pontificado de João Paulo II
Este artigo apresenta a evolução dentro do Colégio dos Cardeais (anteriormente Sacro Colégio) durante o pontificado do Papa João Paulo II, de 16 de outubro de 1978 a 2 de abril de 2005, data da abertura do conclave que elegeria o seu sucessor.

## Evolução
Após a eleição do então cardeal Karol Wojtyła, o colégio consistia de 125 cardeais, dos quais 110 eram eleitores. João Paulo II criou 231 cardeais, incluindo 210 eleitores (no momento da nomeação). Durante o seu pontificado, 136 cardeais completaram oitenta anos de idade, perdendo assim o direito de votar no conclave, e 173 morreram, sendo 67 eleitores. O pontificado de João Paulo II, que durou 26 anos e meio, foi um dos mais longos da história papal.
| Data                                            | Evento                                           | Eleitor | Não eleitor | Total |
| ----------------------------------------------- | ------------------------------------------------ | ------- | ----------- | ----- |
| 16 outubro 1978                                 | Eleição do cardeal Karol Wojtyła (João Paulo II) | 110     | 15          | 125   |
| de 27 de novembro de 1978 a 18 de março de 2005 | Cardeais criados                                 | +210    | +21         | +231  |
| de 27 de novembro de 1978 a 18 de março de 2005 | Cardeais que se tornaram octogenários            | -136    | +136        | 0     |
| de 27 de novembro de 1978 a 18 de março de 2005 | Cardeais falecidos                               | -67     | -106        | -173  |
| 2 abril 2005                                    | Morte do Papa João Paulo II                      | 117     | 66          | 183   |
| 19 abril 2005                                   | Eleição do cardeal Joseph Ratzinger (Bento XVI)  | 116     | 66          | 182   |

## Composição por país de origem
| País                           | 1978    | 1978        | 1978  | 2005    | 2005        | 2005  |
| ------------------------------ | ------- | ----------- | ----- | ------- | ----------- | ----- |
|                                | Eleitor | Não eleitor | Total | Eleitor | Não eleitor | Total |
| Argélia                        | 2       |             | 2     |         |             |       |
| Burquina Fasso                 | 1       |             | 1     |         |             |       |
| Angola                         |         |             |       |         | 1           | 1     |
| Benim                          | 1       |             | 1     |         | 1           | 1     |
| Camarões                       |         |             |       | 1       |             | 1     |
| Costa do Marfim                |         |             |       | 1       |             | 1     |
| Egito                          |         |             |       |         | 1           | 1     |
| Gana                           |         |             |       | 1       |             | 1     |
| Quênia                         | 1       |             | 1     |         |             |       |
| Madagáscar                     | 1       |             | 1     | 1       |             | 1     |
| Ilhas Maurícias                |         |             |       |         | 1           | 1     |
| Moçambique                     |         |             |       |         | 1           | 1     |
| Nigéria                        | 1       |             | 1     | 2       |             | 2     |
| República Árabe Unida          | 1       |             | 1     |         |             |       |
| República Democrática do Congo | 1       |             | 1     | 1       |             | 1     |
| Senegal                        | 1       |             | 1     |         |             |       |
| África do Sul                  | 1       |             | 1     | 1       |             | 1     |
| Sudão                          |         |             |       | 1       |             | 1     |
| Tanzânia                       | 1       |             | 1     | 1       |             | 1     |
| Uganda                         | 1       |             | 1     | 1       |             | 1     |
| Total Africa                   | 13      |             | 13    | 11      | 5           | 16    |
| Cuba                           |         |             |       | 1       |             | 1     |
| Guatemala                      | 1       |             | 1     | 1       |             | 1     |
| Honduras                       |         |             |       | 1       |             | 1     |
| Nicarágua                      |         |             |       | 1       |             | 1     |
| Porto Rico                     | 1       |             | 1     |         | 1           | 1     |
| República Dominicana           | 1       |             | 1     | 1       |             | 1     |
| Total America Central          | 3       |             | 3     | 5       | 1           | 6     |
| Canadá                         | 3       |             | 3     | 3       | 2           | 5     |
| México                         | 1       | 1           | 2     | 4       | 1           | 5     |
| Estados Unidos                 | 9       | 3           | 12    | 11      | 2           | 13    |
| Total America de Norte         | 13      | 4           | 17    | 18      | 5           | 23    |
| Argentina                      | 3       | 1           | 4     | 1       | 2           | 3     |
| Bolívia                        | 1       |             | 1     | 1       |             | 1     |
| Brasil                         | 6       | 1           | 7     | 4       | 4           | 8     |
| Chile                          | 1       |             | 1     | 2       |             | 2     |
| Colômbia                       | 1       |             | 1     | 3       |             | 3     |
| Equador                        | 1       |             | 1     |         | 1           | 1     |
| Peru                           | 1       |             | 1     | 1       |             | 1     |
| Uruguai                        |         | 1           | 1     |         |             |       |
| Venezuela                      | 1       |             | 1     |         | 1           | 1     |
| Total America do Sul           | 15      | 3           | 18    | 12      | 8           | 20    |
| Coreia do Sul                  | 1       |             | 1     |         | 1           | 1     |
| Filipinas                      | 2       |             | 2     | 2       | 1           | 3     |
| Japão                          |         |             |       | 2       |             | 2     |
| Índia                          | 3       |             | 3     | 3       | 2           | 5     |
| Indonésia                      | 1       |             | 1     | 1       |             | 1     |
| Líbano                         |         |             |       |         | 1           | 1     |
| Paquistão                      | 1       |             | 1     |         |             |       |
| Síria                          |         |             |       | 1       |             | 1     |
| Sri Lanka                      | 1       |             | 1     |         |             |       |
| Taiwan                         |         |             |       |         | 1           | 1     |
| Tailândia                      |         |             |       | 1       |             | 1     |
| Vietname                       |         |             |       | 1       | 1           | 2     |
| Total Asia                     | 9       | 0           | 9     | 11      | 7           | 18    |
| Áustria                        | 2       |             | 2     | 1       | 1           | 2     |
| Bélgica                        | 2       |             | 2     | 1       |             | 1     |
| Bielorrússia                   |         |             |       |         | 1           | 1     |
| Bósnia e Herzegovina           |         |             |       | 1       |             | 1     |
| Tchecoslováquia                | 1       |             | 1     |         |             |       |
| Croácia                        |         |             |       | 1       |             | 1     |
| França                         | 7       |             | 7     | 5       | 2           | 7     |
| Alemanha                       | 5       | 1           | 6     | 6       | 2           | 8     |
| Irlanda                        |         |             |       | 1       | 1           | 2     |
| Itália                         | 25      | 6           | 31    | 20      | 18          | 38    |
| Iugoslávia                     | 1       |             | 1     |         |             |       |
| Letônia                        |         |             |       | 1       |             | 1     |
| Lituânia                       |         |             |       | 1       |             | 1     |
| Países Baixos                  | 2       |             | 2     | 1       | 1           | 2     |
| Polónia                        | 2       |             | 2     | 3       | 4           | 7     |
| Portugal                       | 1       |             | 1     | 2       |             | 2     |
| Reino Unido                    | 2       |             | 2     | 2       |             | 2     |
| Chéquia                        |         |             |       | 1       | 1           | 2     |
| Eslováquia                     |         |             |       |         | 2           | 2     |
| Espanha                        | 4       |             | 4     | 6       | 2           | 8     |
| Suíça                          |         |             |       | 1       | 2           | 3     |
| Ucrânia                        |         |             |       | 2       |             | 2     |
| Hungria                        | 1       |             | 1     | 2       |             | 2     |
| União Soviética                |         | 1           | 1     |         |             |       |
| Total Europa                   | 55      | 8           | 63    | 58      | 37          | 95    |
| Austrália                      | 2       |             | 2     | 1       | 2           | 3     |
| Nova Zelândia                  | 1       |             | 1     | 1       |             | 1     |
| Samoa                          | 1       |             | 1     |         | 1           | 1     |
| Total Oceania                  | 4       | 0           | 4     | 2       | 3           | 5     |
| Total                          | 112     | 15          | 127   | 117     | 66          | 183   |

## Composição por consistório
| Consistório               | 1978    | 1978        | 1978  | 2005    | 2005        | 2005  |
| ------------------------- | ------- | ----------- | ----- | ------- | ----------- | ----- |
|                           | Eleitor | Não eleitor | Total | Eleitor | Não eleitor | Total |
| Fevereiro de 1946         |         | 3           | 3     |         |             |       |
| Janeiro 1953              | 3       | 2           | 5     |         |             |       |
| Criados por Pio XII       | 3       | 5           | 8     |         |             |       |
| Dezembro 1958             | 2       | 3           | 5     |         |             |       |
| Dezembro de 1959          |         | 1           | 1     |         |             |       |
| Março de 1960             | 2       |             | 2     |         |             |       |
| Janeiro de 1961           | 1       |             | 1     |         |             |       |
| Março de 1962             | 3       |             | 3     |         |             |       |
| Criados por João XXIII    | 8       | 4           | 12    |         |             |       |
| Fevereiro 1965            | 11      | 2           | 13    |         |             |       |
| Junho 1967                | 15      | 2           | 17    |         |             |       |
| Abril 1969                | 26      | 1           | 27    |         | 3           | 3     |
| Março 1973                | 24      | 1           | 25    |         | 5           | 5     |
| Maio 1976                 | 20      |             | 20    | 1       | 1           | 2     |
| Junho 1977                | 4       |             | 4     | 1       | 1           | 2     |
| Criados por Paulo VI      | 100     | 6           | 106   | 2       | 10          | 12    |
| Junho 1979                |         |             |       | 2       | 3           | 5     |
| Fevereiro 1983            |         |             |       | 9       | 1           | 10    |
| Maio 1985                 |         |             |       | 7       | 12          | 19    |
| Junho 1988                |         |             |       | 7       | 8           | 15    |
| Junho 1991                |         |             |       | 6       | 9           | 15    |
| Novembro 1994             |         |             |       | 12      | 7           | 19    |
| Fevereiro 1998            |         |             |       | 13      | 6           | 19    |
| Fevereiro 2001            |         |             |       | 31      | 7           | 38    |
| Outubro 2003              |         |             |       | 26      | 3           | 29    |
| Criados por João Paulo II |         |             |       | 113     | 56          | 169   |
| total                     | 111     | 15          | 126   | 115     | 66          | 181   |

## Evolução durante o pontificado
| Data                    | Evento                                                                          | País                           | Eleitores | Não eleitores | Total |
| ----------------------- | ------------------------------------------------------------------------------- | ------------------------------ | --------- | ------------- | ----- |
| 14 de outubro de 1978   | Cardeais no momento do conclave de outubro de 1978                              | Vaticano                       | 111       | 15            | 126   |
| 16 de outubro de 1978   | Eleição papal do cardeal Karol Wojtyla como Papa João Paulo II                  | Vaticano                       | 110       | 15            | 125   |
| 27 de novembro de 1978  | morte do cardeal Joseph Marie Trinh-nhu-Khuê (79 anos)                          | Vietname                       | 109       | 15            | 124   |
| 17 de dezembro de 1978  | morte do cardeal Josef Frings (91 anos)                                         | Alemanha                       | 109       | 14            | 123   |
| 29 de janeiro de 1979   | morte do cardeal Reginald John Delargey (64 anos)                               | Nova Zelândia                  | 108       | 14            | 122   |
| 9 de março de 1979      | morte do cardeal Jean Villot (73 anos)                                          | França                         | 107       | 14            | 121   |
| 30 de junho de 1979     | 80 º aniversário do Cardeal František Tomášek                                   | República Checa                | 120       | 15            | 135   |
| 30 de junho de 1979     | Consistório: 14 eleitores + 1 In pectore:                                       | Vaticano                       | 120       | 15            | 135   |
| 30 de junho de 1979     | Agostino Casaroli                                                               | Itália                         | 120       | 15            | 135   |
| 30 de junho de 1979     | Giuseppe Caprio                                                                 | Itália                         | 120       | 15            | 135   |
| 30 de junho de 1979     | Marco Cé                                                                        | Itália                         | 120       | 15            | 135   |
| 30 de junho de 1979     | Egano Righi-Lambertini                                                          | Itália                         | 120       | 15            | 135   |
| 30 de junho de 1979     | Joseph-Marie Trinh van-Can                                                      | Vietname                       | 120       | 15            | 135   |
| 30 de junho de 1979     | Ernesto Civardi                                                                 | Itália                         | 120       | 15            | 135   |
| 30 de junho de 1979     | Ernesto Corripio y Ahumada                                                      | México                         | 120       | 15            | 135   |
| 30 de junho de 1979     | Joseph Asjiro Satowaki                                                          | Japão                          | 120       | 15            | 135   |
| 30 de junho de 1979     | Roger Etchegaray                                                                | França                         | 120       | 15            | 135   |
| 30 de junho de 1979     | Anastasio Alberto Ballestrero, O.C.D.                                           | Itália                         | 120       | 15            | 135   |
| 30 de junho de 1979     | Tomás Ó Fiaich                                                                  | República da Irlanda           | 120       | 15            | 135   |
| 30 de junho de 1979     | Gerald Emmett Carter                                                            | Canadá                         | 120       | 15            | 135   |
| 30 de junho de 1979     | Franciszek Macharski                                                            | Polónia                        | 120       | 15            | 135   |
| 30 de junho de 1979     | Władysław Rubin                                                                 | Polónia                        | 120       | 15            | 135   |
| 6 de julho de 1979      | morte do cardeal Antonio María Barbieri, O.F.M.Cap. (86 anos)                   | Uruguai                        | 120       | 14            | 134   |
| 16 de julho de 1979     | morte do cardeal James Francis McIntyre (93 anos)                               | Estados Unidos                 | 120       | 13            | 133   |
| 3 de agosto de 1979     | morte do cardeal Alfredo Ottaviani (88 anos)                                    | Itália                         | 120       | 12            | 132   |
| 10 de agosto de 1979    | morte do cardeal John Joseph Wright (70 anos)                                   | Estados Unidos                 | 119       | 12            | 131   |
| 5 de setembro de 1979   | morte do cardeal Alberto di Jorio (95 anos)                                     | Itália                         | 119       | 10            | 129   |
| 5 de setembro de 1979   | morte do cardeal Antonio Caggiano (90 anos)                                     | Argentina                      | 119       | 10            | 129   |
| 13 de dezembro de 1979  | morte do cardeal Alfred Bengsch (58 anos)                                       | Alemanha                       | 118       | 10            | 128   |
| 13 de março de 1980     | 80 º aniversário do Cardeal José Clemente Maurer, C.Ss.R.                       | Alemanha                       | 117       | 11            | 128   |
| 15 de junho de 1980     | morte do cardeal Sergio Pignedoli (70 anos)                                     | Itália                         | 116       | 11            | 127   |
| 5 de julho de 1980      | 80 º aniversário do Cardeal Bernardus Johannes Alfrink                          | Países Baixos                  | 115       | 12            | 127   |
| 26 de dezembro de 1980  | morte do cardeal Egidio Vagnozzi (74 anos)                                      | Itália                         | 114       | 12            | 126   |
| 28 de maio de 1981      | morte do cardeal Stefan Wyszynski (79 anos)                                     | Polónia                        | 113       | 12            | 125   |
| 5 de junho de 1981      | 80 º aniversário do Cardeal Ermenegildo Florit                                  | Itália                         | 112       | 13            | 125   |
| 12 de outubro de 1981   | 80 º aniversário do Cardeal Gabriel-Marie Garrone                               | França                         | 111       | 14            | 125   |
| 28 de dezembro de 1981  | 80 º aniversário do Cardeal Thomas Benjamin Cooray , O.M.I.                     | Sri Lanka                      | 110       | 15            | 125   |
| 30 de dezembro de 1981  | morte do cardeal Franjo Šeper (76 anos)                                         | Croácia                        | 109       | 15            | 124   |
| 22 de março de 1982     | morte do cardeal Pericle Felici (70 anos)                                       | Itália                         | 108       | 15            | 123   |
| 25 de abril de 1982     | morte do cardeal John Patrick Cody (74 anos)                                    | Estados Unidos                 | 107       | 15            | 122   |
| 18 de setembro de 1982  | morte do cardeal Carlos Carmelo de Vasconcelos Motta (92 anos)                  | Brasil                         | 106       | 15            | 121   |
| 22 de setembro de 1982  | 80 º aniversário do Cardeal José Humberto Quintero Parra                        | Venezuela                      | 105       | 16            | 121   |
| 26 de outubro de 1982   | morte do cardeal Giovanni Benelli (61 anos)                                     | Itália                         | 104       | 16            | 120   |
| 6 de dezembro de 1982   | 80 º aniversário do Cardeal Giovanni Colombo                                    | Itália                         | 103       | 17            | 120   |
| 7 de janeiro de 1983    | morte do cardeal Umberto Mozzoni (79 anos)                                      | Itália                         | 102       | 17            | 119   |
| 2 de fevereiro de 1983  | criou 18 eleitores + 2 não eleitores:                                           | Vaticano                       | 118       | 19            | 137   |
| 2 de fevereiro de 1983  | Antoine Pierre Khoraiche                                                        | Líbano                         | 118       | 19            | 137   |
| 2 de fevereiro de 1983  | Bernard Yago                                                                    | Costa do Marfim                | 118       | 19            | 137   |
| 2 de fevereiro de 1983  | Aurelio Sabattani                                                               | Itália                         | 118       | 19            | 137   |
| 2 de fevereiro de 1983  | Franjo Kuharić                                                                  | Croácia                        | 118       | 19            | 137   |
| 2 de fevereiro de 1983  | Giuseppe Casoria                                                                | Itália                         | 118       | 19            | 137   |
| 2 de fevereiro de 1983  | José Alí Lebrún Moratinos                                                       | Venezuela                      | 118       | 19            | 137   |
| 2 de fevereiro de 1983  | Joseph Louis Bernardin                                                          | Estados Unidos                 | 118       | 19            | 137   |
| 2 de fevereiro de 1983  | Michael Michai Kitbunchu                                                        | Tailândia                      | 118       | 19            | 137   |
| 2 de fevereiro de 1983  | Alexandre do Nascimento                                                         | Angola                         | 118       | 19            | 137   |
| 2 de fevereiro de 1983  | Alfonso López Trujillo                                                          | Colômbia                       | 118       | 19            | 137   |
| 2 de fevereiro de 1983  | Godfried Danneels                                                               | Bélgica                        | 118       | 19            | 137   |
| 2 de fevereiro de 1983  | Thomas Stafford Williams                                                        | Nova Zelândia                  | 118       | 19            | 137   |
| 2 de fevereiro de 1983  | Carlo Maria Martini, S.J.                                                       | Itália                         | 118       | 19            | 137   |
| 2 de fevereiro de 1983  | Jean-Marie Lustiger                                                             | França                         | 118       | 19            | 137   |
| 2 de fevereiro de 1983  | Józef Glemp                                                                     | Polónia                        | 118       | 19            | 137   |
| 2 de fevereiro de 1983  | Joachim Meisner                                                                 | Alemanha                       | 118       | 19            | 137   |
| 2 de fevereiro de 1983  | 2 não eleitores:                                                                | Vaticano                       | 118       | 19            | 137   |
| 2 de fevereiro de 1983  | Julijans Vaivods                                                                | Letónia                        | 118       | 19            | 137   |
| 2 de fevereiro de 1983  | Henri-Marie de Lubac, S.J.                                                      | França                         | 118       | 19            | 137   |
| 3 de fevereiro de 1983  | morte do cardeal Antonio Samorè (77 anos)                                       | Itália                         | 117       | 19            | 136   |
| 5 de fevereiro de 1983  | 80 º aniversário do Cardeal Alfredo Vicente Scherer                             | Brasil                         | 116       | 20            | 136   |
| 20 de fevereiro de 1983 | 80 º aniversário do Cardeal Joseph Schröffer                                    | Alemanha                       | 115       | 21            | 136   |
| 25 de abril de 1983     | 80 º aniversário do Cardeal Michele Pellegrino                                  | Itália                         | 114       | 22            | 136   |
| 23 de maio de 1983      | 80 º aniversário do Cardeal Pablo Muñoz Vega                                    | Equador                        | 113       | 23            | 136   |
| 2 de junho de 1983      | morte do cardeal Julio Rosales y Ras (76 anos)                                  | Filipinas                      | 112       | 23            | 135   |
| 15 de junho de 1983     | morte do cardeal Mario Casariego y Acevedo (74 anos)                            | Guatemala                      | 111       | 23            | 134   |
| 26 de junho de 1983     | morte do cardeal James Robert Knox (69 anos)                                    | Austrália                      | 110       | 23            | 133   |
| 4 de julho de 1983      | 80 º aniversário do Cardeal Corrado Bafile                                      | Itália                         | 109       | 24            | 133   |
| 12 de agosto de 1983    | 80 º aniversário do Cardeal Mario Nasalli Rocca di Corneliano                   | Itália                         | 108       | 25            | 133   |
| 7 de setembro de 1983   | morte do cardeal Joseph Schröffer (80 anos)                                     | Alemanha                       | 108       | 24            | 132   |
| 17 de setembro de 1983  | morte do cardeal Humberto Sousa Medeiros (67 anos)                              | Estados Unidos                 | 107       | 24            | 131   |
| 6 de outubro de 1983    | morte do cardeal Terence James Cooke (62 anos)                                  | Estados Unidos                 | 106       | 24            | 130   |
| 8 de outubro de 1983    | morte do cardeal Alexandre-Charles-Albert-Joseph Renard (77 anos)               | França                         | 105       | 24            | 129   |
| 9 de novembro de 1983   | 80 º aniversário do Cardeal Léon-Etienne Duval                                  | França                         | 104       | 25            | 129   |
| 27 de dezembro de 1983  | 80 º aniversário do Cardeal Hermann Volk                                        | Alemanha                       | 103       | 26            | 129   |
| 1 de fevereiro de 1984  | 80 º aniversário do Cardeal Joseph Asjiro Satowaki                              | Japão                          | 102       | 27            | 129   |
| 22 de fevereiro de 1984 | 80 º aniversário do Cardeal Stephanos I Sidarouss                               | Egito                          | 101       | 28            | 129   |
| 9 de abril de 1984      | morte do cardeal Paul-Pierre Philippe, O.P. (78 anos)                           | França                         | 100       | 28            | 128   |
| 26 de abril de 1984     | 80 º aniversário do Cardeal Paul-Émile Léger, P.S.S.                            | Canadá                         | 99        | 29            | 128   |
| 18 de maio de 1984      | 80 º aniversário do Cardeal François Marty                                      | França                         | 98        | 30            | 128   |
| 8 de julho de 1984      | morte do cardeal José Humberto Quintero Parra (81 anos)                         | Venezuela                      | 98        | 29            | 127   |
| 16 de julho de 1984     | 80 º aniversário do Cardeal Leo-Jozef Suenens                                   | Bélgica                        | 97        | 30            | 127   |
| 31 de julho de 1984     | 80 º aniversário do Cardeal John Joseph Carberry                                | Estados Unidos                 | 96        | 31            | 127   |
| 26 de agosto de 1984    | morte do cardeal Lawrence Joseph Shehan (86 anos)                               | Estados Unidos                 | 96        | 30            | 126   |
| 7 de setembro de 1984   | morte do cardeal Josyp Slipyj (92 anos)                                         |                                | 96        | 29            | 125   |
| 11 de setembro de 1984  | 80 º aniversário do Cardeal José María Bueno y Monreal                          | Espanha                        | 95        | 30            | 125   |
| 15 de setembro de 1984  | morte do cardeal Paolo Marella (89 anos)                                        | Itália                         | 95        | 29            | 124   |
| 23 de outubro de 1984   | 80 º aniversário do Cardeal Maximilien de Fürstenberg                           | Bélgica                        | 94        | 30            | 124   |
| 25 de janeiro de 1985   | 80 º aniversário do Cardeal Maurice Roy                                         | Canadá                         | 93        | 31            | 124   |
| 18 de maio de 1985      | 80 º aniversário do Cardeal Francesco Carpino                                   | Itália                         | 92        | 32            | 124   |
| 25 de maio de 1985      | Criou 27 eleitores + 1 não eleitor:                                             | Vaticano                       | 119       | 33            | 152   |
| 25 de maio de 1985      | Luigi Dadaglio                                                                  | Itália                         | 119       | 33            | 152   |
| 25 de maio de 1985      | Duraisamy Simon Lourdusamy                                                      | Índia                          | 119       | 33            | 152   |
| 25 de maio de 1985      | Francis Arinze                                                                  | Nigéria                        | 119       | 33            | 152   |
| 25 de maio de 1985      | Juan Francisco Fresno Larraín                                                   | Chile                          | 119       | 33            | 152   |
| 25 de maio de 1985      | Antonio Innocenti                                                               | Itália                         | 119       | 33            | 152   |
| 25 de maio de 1985      | Miguel Obando Bravo, S.D.B.                                                     | Nicarágua                      | 119       | 33            | 152   |
| 25 de maio de 1985      | Paul Augustin Mayer, O.S.B.                                                     | Alemanha                       | 119       | 33            | 152   |
| 25 de maio de 1985      | Ángel Suquía Goicoechea                                                         | Espanha                        | 119       | 33            | 152   |
| 25 de maio de 1985      | Jean Jérôme Hamer, O.P.                                                         | Bélgica                        | 119       | 33            | 152   |
| 25 de maio de 1985      | Ricardo Jamin Vidal                                                             | Filipinas                      | 119       | 33            | 152   |
| 25 de maio de 1985      | Henryk Roman Gulbinowicz                                                        | Polónia                        | 119       | 33            | 152   |
| 25 de maio de 1985      | Paulos Tzadua                                                                   | Etiópia                        | 119       | 33            | 152   |
| 25 de maio de 1985      | Jozef Tomko                                                                     | Eslováquia                     | 119       | 33            | 152   |
| 25 de maio de 1985      | Myroslav Ivan Ljubačivs'kyj                                                     | Ucrânia                        | 119       | 33            | 152   |
| 25 de maio de 1985      | Andrzej Maria Deskur                                                            | Polónia                        | 119       | 33            | 152   |
| 25 de maio de 1985      | Paul Joseph Jean Poupard                                                        | França                         | 119       | 33            | 152   |
| 25 de maio de 1985      | Louis-Albert Vachon                                                             | Canadá                         | 119       | 33            | 152   |
| 25 de maio de 1985      | Albert Decourtray                                                               | França                         | 119       | 33            | 152   |
| 25 de maio de 1985      | Rosalio José Castillo Lara, S.D.B.                                              | Venezuela                      | 119       | 33            | 152   |
| 25 de maio de 1985      | Friedrich Wetter                                                                | Alemanha                       | 119       | 33            | 152   |
| 25 de maio de 1985      | Silvano Piovanelli                                                              | Itália                         | 119       | 33            | 152   |
| 25 de maio de 1985      | Adrianus Johannes Simonis                                                       | Países Baixos                  | 119       | 33            | 152   |
| 25 de maio de 1985      | Edouard Gagnon, P.S.S.                                                          | Canadá                         | 119       | 33            | 152   |
| 25 de maio de 1985      | Alfons Maria Stickler, S.D.B.                                                   | Áustria                        | 119       | 33            | 152   |
| 25 de maio de 1985      | Bernard Francis Law                                                             | Estados Unidos                 | 119       | 33            | 152   |
| 25 de maio de 1985      | John Joseph O'Connor                                                            | Estados Unidos                 | 119       | 33            | 152   |
| 25 de maio de 1985      | Giacomo Biffi                                                                   | Itália                         | 119       | 33            | 152   |
| 25 de maio de 1985      | 1 não eleitor:                                                                  | Vaticano                       | 119       | 33            | 152   |
| 25 de maio de 1985      | Pietro Pavan                                                                    | Itália                         | 119       | 33            | 152   |
| 7 de julho de 1985      | 80 º aniversário do Cardeal Louis-Jean-Frédéric Guyot                           | França                         | 118       | 34            | 152   |
| 3 de agosto de 1985     | 80 º aniversário do Cardeal Franz König                                         | Áustria                        | 117       | 35            | 152   |
| 24 de setembro de 1985  | morte do cardeal Antonio Poma (75 anos)                                         | Itália                         | 116       | 35            | 151   |
| 24 de outubro de 1985   | morte do cardeal Maurice Roy (80 anos)                                          | Canadá                         | 116       | 34            | 150   |
| 26 de outubro de 1985   | 80 º aniversário do Cardeal George Bernard Flahiff                              | Canadá                         | 115       | 35            | 150   |
| 8 de dezembro de 1985   | morte do cardeal Ermenegildo Florit (84 anos)                                   | Itália                         | 115       | 34            | 149   |
| 25 de dezembro de 1985  | 80 º aniversário do Cardeal Sergio Guerri                                       | Itália                         | 114       | 35            | 149   |
| 22 de fevereiro de 1986 | 80 º aniversário do Cardeal Egano Righi-Lambertini                              | Itália                         | 113       | 36            | 149   |
| 15 de março de 1986     | morte do cardeal Miguel Darío Miranda y Gómez (90 anos)                         | México                         | 113       | 35            | 148   |
| 20 de maio de 1986      | 80 º aniversário do Cardeal Giuseppe Siri                                       | Itália                         | 112       | 36            | 148   |
| 30 de junho de 1986     | morte do cardeal László Lékai (76 anos)                                         | Hungria                        | 111       | 36            | 147   |
| 1 de agosto de 1986     | morte do cardeal Carlo Confalonieri (73 anos)                                   | Itália                         | 111       | 35            | 146   |
| 10 de outubro de 1986   | morte do cardeal Michele Pellegrino (83 anos)                                   | Itália                         | 111       | 34            | 145   |
| 21 de outubro de 1986   | 80 º aniversário do Cardeal Ernesto Civardi                                     | Itália                         | 110       | 35            | 145   |
| 16 de novembro de 1986  | 80 º aniversário do Cardeal Octavio Antonio Beras Rojas                         | República Dominicana           | 109       | 36            | 145   |
| 19 de dezembro de 1986  | morte do cardeal Avelar Brandão Vilela (74 anos)                                | Brasil                         | 108       | 36            | 144   |
| 24 de dezembro de 1986  | 80 º aniversário do Cardeal Joseph Höffner                                      | Alemanha                       | 107       | 37            | 144   |
| 29 de dezembro de 1986  | morte do cardeal Pietro Parente (95 anos)                                       | Itália                         | 107       | 36            | 143   |
| 15 de janeiro de 1987   | morte do cardeal Aníbal Muñoz Duque (78 anos)                                   | Chile                          | 106       | 36            | 142   |
| 20 de fevereiro de 1987 | morte do cardeal Joseph Parecattil (74 anos)                                    | Índia                          | 105       | 36            | 141   |
| 25 de fevereiro de 1987 | 80 º aniversário do Cardeal Giuseppe Paupini                                    | Itália                         | 104       | 37            | 141   |
| 14 de maio de 1987      | 80 º aniversário do Cardeal Vicente Enrique y Tarancón                          | Espanha                        | 103       | 38            | 141   |
| 27 de maio de 1987      | 80 º aniversário do Cardeal Giuseppe Maria Sensi                                | Espanha                        | 102       | 39            | 141   |
| 29 de junho de 1987     | 80 º aniversário do Cardeal Owen McCann                                         | África do Sul                  | 101       | 40            | 141   |
| 10 de agosto de 1987    | morte do cardeal Patrick Aloysius O'Boyle (91 anos)                             | Estados Unidos                 | 101       | 39            | 140   |
| 20 de agosto de 1987    | morte do cardeal José María Bueno y Monreal (82 anos)                           | Espanha                        | 101       | 38            | 139   |
| 23 de agosto de 1987    | morte do cardeal Stephanos I Sidarouss (92 anos)                                | Egito                          | 101       | 37            | 138   |
| 20 de setembro de 1987  | 80 º aniversário do Cardeal Antoine Pierre Khoraiche                            | Líbano                         | 100       | 38            | 138   |
| 27 de setembro de 1987  | 80 º aniversário do Cardeal Raúl Silva Henríquez                                | Chile                          | 99        | 39            | 138   |
| 15 de outubro de 1987   | 80 º aniversário do Cardeal John Francis Dearden                                | Estados Unidos                 | 98        | 40            | 138   |
| 16 de outubro de 1987   | morte do cardeal Joseph Höffner (80 anos)                                       | Alemanha                       | 98        | 39            | 137   |
| 19 de novembro de 1987  | 80 º aniversário do Cardeal James Darcy Freeman                                 | Austrália                      | 97        | 40            | 137   |
| 16 de dezembro de 1987  | morte do cardeal Bernardus Johannes Alfrink (87 anos)                           | Países Baixos                  | 97        | 39            | 136   |
| 1 de fevereiro de 1988  | 80 º aniversário do Cardeal Paolo Bertoli                                       | Itália                         | 96        | 40            | 136   |
| 28 de junho de 1988     | criou 24 cardeais eleitores:                                                    | Vaticano                       | 120       | 40            | 160   |
| 28 de junho de 1988     | Eduardo Martínez Somalo                                                         | Espanha                        | 120       | 40            | 160   |
| 28 de junho de 1988     | Achille Silvestrini                                                             | Itália                         | 120       | 40            | 160   |
| 28 de junho de 1988     | Angelo Felici                                                                   | Itália                         | 120       | 40            | 160   |
| 28 de junho de 1988     | Paul Grégoire                                                                   | Canadá                         | 120       | 40            | 160   |
| 28 de junho de 1988     | Antony Padiyara                                                                 | Índia                          | 120       | 40            | 160   |
| 28 de junho de 1988     | José Freire Falcão                                                              | Brasil                         | 120       | 40            | 160   |
| 28 de junho de 1988     | Michele Giordano                                                                | Itália                         | 120       | 40            | 160   |
| 28 de junho de 1988     | Alexandre José Maria dos Santos, O.F.M.                                         | Moçambique                     | 120       | 40            | 160   |
| 28 de junho de 1988     | Giovanni Canestri                                                               | Itália                         | 120       | 40            | 160   |
| 28 de junho de 1988     | Antonio María Javierre Ortas, S.D.B.                                            | Espanha                        | 120       | 40            | 160   |
| 28 de junho de 1988     | Simon Ignatius Pimenta                                                          | Índia                          | 120       | 40            | 160   |
| 28 de junho de 1988     | Mario Revollo Bravo                                                             | Colômbia                       | 120       | 40            | 160   |
| 28 de junho de 1988     | Edward Bede Clancy                                                              | Austrália                      | 120       | 40            | 160   |
| 28 de junho de 1988     | Lucas Moreira Neves, O.P.                                                       | Brasil                         | 120       | 40            | 160   |
| 28 de junho de 1988     | James Aloysius Hickey                                                           | Estados Unidos                 | 120       | 40            | 160   |
| 28 de junho de 1988     | Edmund Casimir Szoka                                                            | Estados Unidos                 | 120       | 40            | 160   |
| 28 de junho de 1988     | László Paskai, O.F.M.                                                           | Hungria                        | 120       | 40            | 160   |
| 28 de junho de 1988     | Christian Wiyghan Tumi                                                          | Camarões                       | 120       | 40            | 160   |
| 28 de junho de 1988     | Hans Hermann Groër, O.S.B.                                                      | Áustria                        | 120       | 40            | 160   |
| 28 de junho de 1988     | Jacques-Paul Martin                                                             | França                         | 120       | 40            | 160   |
| 28 de junho de 1988     | Franz Hengsbach                                                                 | Alemanha                       | 120       | 40            | 160   |
| 28 de junho de 1988     | Vincentas Sladkevičius                                                          | Lituânia                       | 120       | 40            | 160   |
| 28 de junho de 1988     | Jean Margéot                                                                    | Maurícia                       | 120       | 40            | 160   |
| 28 de junho de 1988     | John Baptist Wu Cheng-chung                                                     | China                          | 120       | 40            | 160   |
| 1 de julho de 1988      | morte do cardeal Hermann Volk (84 anos)                                         | Alemanha                       | 120       | 39            | 159   |
| 26 de julho de 1988     | 80 º aniversário do Cardeal Corrado Ursi                                        | Itália                         | 119       | 40            | 157   |
| 1 de agosto de 1988     | morte do cardeal Louis-Jean-Frédéric Guyot (83 anos)                            | França                         | 119       | 38            | 157   |
| 1 de agosto de 1988     | morte do cardeal John Francis Dearden (80 anos)                                 | Estados Unidos                 | 119       | 38            | 157   |
| 26 de agosto de 1988    | 80 º aniversário do Cardeal Jacques-Paul Martin                                 | França                         | 118       | 39            | 157   |
| 22 de setembro de 1988  | morte do cardeal Maximilien de Fürstenberg (83 anos)                            | Bélgica                        | 118       | 38            | 156   |
| 29 de outubro de 1988   | morte do cardeal Thomas Benjamin Cooray (86 anos)                               | Sri Lanka                      | 118       | 37            | 155   |
| 9 de novembro de 1988   | morte do cardeal Mario Nasalli Rocca di Corneliano (85 anos)                    | Itália                         | 118       | 36            | 154   |
| 2 de maio de 1989       | morte do cardeal Giuseppe Siri (82 anos)                                        | Itália                         | 118       | 35            | 153   |
| 14 de junho de 1989     | morte do cardeal Joseph-Albert Malula (71 anos)                                 | República Democrática do Congo | 117       | 35            | 152   |
| 23 de junho de 1989     | morte do cardeal Timothy Manning (79 anos)                                      | Estados Unidos                 | 116       | 35            | 151   |
| 22 de agosto de 1989    | morte do cardeal George Bernard Flahiff (83 anos)                               | Canadá                         | 116       | 34            | 150   |
| 4 de setembro de 1989   | 80 º aniversário do Cardeal Johannes Willebrands                                | Países Baixos                  | 115       | 35            | 150   |
| 6 de outubro de 1989    | 80 º aniversário do Cardeal Mario Luigi Ciappi, O.P.                            | Itália                         | 114       | 36            | 150   |
| 28 de novembro de 1989  | morte do cardeal Ernesto Civardi (83 anos)                                      | Itália                         | 114       | 35            | 149   |
| 12 de janeiro de 1990   | 80 º aniversário do Cardeal José Salazar López                                  | México                         | 112       | 36            | 148   |
| 12 de janeiro de 1990   | morte do cardeal Tomás Ó Fiaich (66 anos)                                       | República da Irlanda           | 112       | 36            | 148   |
| 14 de maio de 1990      | 80 º aniversário do Cardeal Opilio Rossi                                        | Itália                         | 111       | 37            | 148   |
| 18 de maio de 1990      | morte do cardeal Joseph-Marie Trinh van-Can (69 anos)                           | Vietname                       | 110       | 37            | 147   |
| 23 de maio de 1990      | morte do cardeal Julijans Vaivods (94 anos)                                     |                                | 110       | 36            | 146   |
| 27 de junho de 1990     | morte do cardeal José Clemente Maurer, C.Ss.R. (90 anos)                        | Alemanha                       | 110       | 35            | 145   |
| 10 de agosto de 1990    | 80 º aniversário do Cardeal Gordon Joseph Gray                                  | Reino Unido                    | 109       | 36            | 145   |
| 22 de agosto de 1990    | morte do cardeal Luigi Dadaglio (75 anos)                                       | Itália                         | 108       | 36            | 144   |
| 23 de agosto de 1990    | 80 º aniversário do Cardeal Alfons Maria Stickler                               | Áustria                        | 107       | 37            | 144   |
| 10 de setembro de 1990  | 80 º aniversário do Cardeal Franz Hengsbach                                     | Alemanha                       | 106       | 38            | 144   |
| 24 de outubro de 1990   | 80 º aniversário do Cardeal Paul Joseph Marie Gouyon                            | França                         | 105       | 39            | 144   |
| 26 de outubro de 1990   | 80 º aniversário do Cardeal John Joseph Krol                                    | Estados Unidos                 | 104       | 40            | 144   |
| 14 de novembro de 1990  | 80 º aniversário do Cardeal Silvio Oddi                                         | Itália                         | 103       | 41            | 144   |
| 28 de novembro de 1990  | morte do cardeal Władysław Rubin (73 anos)                                      | Polónia                        | 102       | 41            | 143   |
| 30 de novembro de 1990  | morte do cardeal Octavio Antonio Beras Rojas (84 anos)                          | República Dominicana           | 102       | 40            | 142   |
| 16 de março de 1991     | morte do cardeal James Darcy Freeman (83 anos)                                  | Austrália                      | 102       | 39            | 141   |
| 20 de abril de 1991     | morte do cardeal Emmanuel Kiwanuka Nsubuga (76 anos)                            | Uganda                         | 101       | 39            | 140   |
| 23 de maio de 1991      | 80 º aniversário do Cardeal Paul Augustin Mayer, O.S.B.                         | Alemanha                       | 100       | 40            | 140   |
| 24 de junho de 1991     | morte do cardeal Franz Hengsbach (80 anos)                                      | Alemanha                       | 100       | 39            | 139   |
| 28 de junho de 1991     | criou 20 cardeais eleitores + 2 não eleitores + revelação do In pectore:        | Vaticano                       | 120       | 42            | 162   |
| 28 de junho de 1991     | Angelo Sodano                                                                   | Itália                         | 120       | 42            | 162   |
| 28 de junho de 1991     | Alexandru Todea                                                                 | Romênia                        | 120       | 42            | 162   |
| 28 de junho de 1991     | Pio Laghi                                                                       | Itália                         | 120       | 42            | 162   |
| 28 de junho de 1991     | Edward Idris Cassidy                                                            | Austrália                      | 120       | 42            | 162   |
| 28 de junho de 1991     | Robert-Joseph Coffy                                                             | França                         | 120       | 42            | 162   |
| 28 de junho de 1991     | Frédéric Etsou-Nzabi-Bamungwabi, C.I.C.M.                                       | República Democrática do Congo | 120       | 42            | 162   |
| 28 de junho de 1991     | Nicolás de Jesús López Rodríguez                                                | República Dominicana           | 120       | 42            | 162   |
| 28 de junho de 1991     | José Tomás Sánchez                                                              | Filipinas                      | 120       | 42            | 162   |
| 28 de junho de 1991     | Virgilio Noè                                                                    | Itália                         | 120       | 42            | 162   |
| 28 de junho de 1991     | Antonio Quarracino                                                              | Argentina                      | 120       | 42            | 162   |
| 28 de junho de 1991     | Fiorenzo Angelini                                                               | Itália                         | 120       | 42            | 162   |
| 28 de junho de 1991     | Roger Michael Mahony                                                            | Estados Unidos                 | 120       | 42            | 162   |
| 28 de junho de 1991     | Juan Jesús Posadas Ocampo                                                       | México                         | 120       | 42            | 162   |
| 28 de junho de 1991     | Anthony Bevilacqua                                                              | Estados Unidos                 | 120       | 42            | 162   |
| 28 de junho de 1991     | Giovanni Saldarini                                                              | Itália                         | 120       | 42            | 162   |
| 28 de junho de 1991     | Cahal Brendan Daly                                                              | República da Irlanda           | 120       | 42            | 162   |
| 28 de junho de 1991     | Camillo Ruini                                                                   | Itália                         | 120       | 42            | 162   |
| 28 de junho de 1991     | Ján Chryzostom Korec, S.J.                                                      | Eslováquia                     | 120       | 42            | 162   |
| 28 de junho de 1991     | Henri Schwery                                                                   | Suíça                          | 120       | 42            | 162   |
| 28 de junho de 1991     | Georg Maximilian Sterzinsky                                                     | Alemanha                       | 120       | 42            | 162   |
| 28 de junho de 1991     | 2 não eleitor:                                                                  | Vaticano                       | 120       | 42            | 162   |
| 28 de junho de 1991     | Guido Del Mestri                                                                | Itália                         | 120       | 42            | 162   |
| 28 de junho de 1991     | Paolo Dezza, S.J.                                                               | Itália                         | 120       | 42            | 162   |
| 28 de junho de 1991     | Revelação in pectore não eleitor:                                               | Vaticano                       | 120       | 42            | 162   |
| 28 de junho de 1991     | Ignatius Kung Pin-mei                                                           | China                          | 120       | 42            | 162   |
| 9 de julho de 1991      | morte do cardeal José Salazar López (81 anos)                                   | México                         | 120       | 41            | 161   |
| 4 de setembro de 1991   | morte do cardeal Henri de Lubac, S.J. (95 anos)                                 | França                         | 120       | 40            | 160   |
| 24 de outubro de 1991   | 80 º aniversário do Cardeal Paul Grégoire                                       | Canadá                         | 119       | 41            | 160   |
| 13 de novembro de 1991  | morte do cardeal Paul-Émile Léger, P.S.S. (87 anos)                             | Canadá                         | 119       | 40            | 159   |
| 4 de fevereiro de 1992  | 80 º aniversário do Cardeal Louis-Albert Vachon                                 | Canadá                         | 118       | 41            | 159   |
| 11 de fevereiro de 1992 | 80 º aniversário do Cardeal Juan Carlos Aramburu                                | Argentina                      | 117       | 42            | 159   |
| 1 de março de 1992      | 80 º aniversário do Cardeal Gerald Emmett Carter                                | Canadá                         | 116       | 43            | 159   |
| 15 de março de 1992     | morte do cardeal Sergio Guerri (86 anos)                                        | Itália                         | 116       | 42            | 158   |
| 19 de maio de 1992      | 80 º aniversário do Cardeal Pietro Palazzini                                    | Itália                         | 115       | 43            | 158   |
| 20 de maio de 1992      | morte do cardeal Giovanni Colombo (89 anos)                                     | Itália                         | 115       | 42            | 157   |
| 5 de junho de 1992      | 80 º aniversário do Cardeal Alexandru Todea                                     | Romênia                        | 114       | 43            | 157   |
| 12 de julho de 1992     | 80 º aniversário do Cardeal Laurean Rugambwa                                    | Tanzânia                       | 113       | 44            | 157   |
| 18 de julho de 1992     | morte do cardeal Giuseppe Paupini (85 anos)                                     | Itália                         | 113       | 43            | 156   |
| 4 de agosto de 1992     | morte do cardeal František Tomášek (93 anos)                                    | República Checa                | 113       | 42            | 155   |
| 27 de setembro de 1992  | morte do cardeal Jacques-Paul Martin (84 anos)                                  | França                         | 113       | 41            | 154   |
| 18 de outubro de 1992   | 80 º aniversário do Cardeal Aurelio Sabattani                                   | Itália                         | 112       | 42            | 154   |
| 29 de novembro de 1992  | morte do cardeal Lawrence Trevor Picachy, S.J. (76 anos)                        | Indonésia                      | 111       | 42            | 153   |
| 21 de março de 1993     | morte do cardeal Sebastiano Baggio (79 anos)                                    | Itália                         | 110       | 42            | 152   |
| 4 de maio de 1993       | 80 º aniversário do Cardeal Agnelo Rossi                                        | Brasil                         | 109       | 43            | 152   |
| 24 de maio de 1993      | morte do cardeal Juan Jesús Posadas Ocampo (66 anos)                            | México                         | 108       | 43            | 151   |
| 12 de julho de 1993     | morte do cardeal Ferdinando Giuseppe Antonelli, O.F.M. (96 anos)                | Itália                         | 108       | 42            | 150   |
| 19 de julho de 1993     | morte do cardeal Gordon Joseph Gray (82 anos)                                   | Reino Unido                    | 108       | 41            | 149   |
| 2 de agosto de 1993     | morte do cardeal Guido Del Mestri (82 anos)                                     | Itália                         | 108       | 40            | 148   |
| 12 de agosto de 1993    | 80 º aniversário do Cardeal Narciso Jubany Arnau                                | Espanha                        | 107       | 41            | 148   |
| 3 de outubro de 1993    | 80 º aniversário do Cardeal Anastasio Alberto Ballestrero, O.C.D.               | Itália                         | 106       | 42            | 148   |
| 5 de outubro de 1993    | morte do cardeal Francesco Carpino (88 anos)                                    | Itália                         | 106       | 41            | 147   |
| 6 de outubro de 1993    | morte do cardeal Victor Razafimahatratra (72 anos)                              | Madagáscar                     | 105       | 41            | 146   |
| 30 de outubro de 1993   | morte do cardeal Paul Grégoire (82 anos)                                        | Canadá                         | 105       | 40            | 145   |
| 19 de dezembro de 1993  | 80 º aniversário do Cardeal Juan Landázuri Ricketts, O.F.M.                     | Peru                           | 104       | 41            | 145   |
| 15 de janeiro de 1994   | morte do cardeal Gabriel-Marie Garrone (92 anos)                                | França                         | 104       | 40            | 144   |
| 3 de fevereiro de 1994  | morte do cardeal Justinus Darmojuwono (79 anos)                                 | Indonésia                      | 103       | 40            | 143   |
| 11 de fevereiro de 1994 | morte do cardeal Joseph Marie Anthony Cordeiro (76 anos)                        | Paquistão                      | 102       | 40            | 142   |
| 16 de fevereiro de 1994 | morte do cardeal François Marty (89 anos)                                       | França                         | 102       | 39            | 141   |
| 26 de março de 1994     | morte do cardeal Owen McCann (86 anos)                                          | África do Sul                  | 102       | 38            | 140   |
| 19 de abril de 1994     | 80 º aniversário do Cardeal Ugo Poletti                                         | Itália                         | 101       | 39            | 140   |
| 3 de junho de 1994      | morte do cardeal Pablo Muñoz Vega (89 anos)                                     | Equador                        | 101       | 38            | 139   |
| 24 de junho de 1994     | 80 º aniversário do Cardeal Myroslav Ivan Ljubačivs'kyj                         | Ucrânia                        | 100       | 39            | 139   |
| 26 de julho de 1994     | 80 º aniversário do Cardeal Juan Francisco Fresno Larraín                       | Chile                          | 99        | 40            | 139   |
| 19 de agosto de 1994    | morte do cardeal Antoine Pierre Khoraiche (86 anos)                             | Líbano                         | 99        | 39            | 138   |
| 16 de setembro de 1994  | morte do cardeal Albert Decourtray (71 anos)                                    | França                         | 98        | 39            | 137   |
| 15 de novembro de 1994  | 80 º aniversário do Cardeal Giuseppe Caprio                                     | Itália                         | 97        | 40            | 137   |
| 24 de novembro de 1994  | 80 º aniversário do Cardeal Agostino Casaroli                                   | Itália                         | 96        | 41            | 137   |
| 26 de novembro de 1994  | criou 24 cardeais eleitores + 6 não eleitores                                   | Vaticano                       | 120       | 47            | 167   |
| 26 de novembro de 1994  | Nasrallah Pierre Sfeir                                                          | Líbano                         | 120       | 47            | 167   |
| 26 de novembro de 1994  | Miloslav Vlk                                                                    | República Checa                | 120       | 47            | 167   |
| 26 de novembro de 1994  | Luigi Poggi                                                                     | Itália                         | 120       | 47            | 167   |
| 26 de novembro de 1994  | Peter Seiichi Shirayanagi                                                       | Japão                          | 120       | 47            | 167   |
| 26 de novembro de 1994  | Vincenzo Fagiolo                                                                | Itália                         | 120       | 47            | 167   |
| 26 de novembro de 1994  | Carlo Furno                                                                     | Itália                         | 120       | 47            | 167   |
| 26 de novembro de 1994  | Carlos Oviedo Cavada, O. de M.                                                  | Chile                          | 120       | 47            | 167   |
| 26 de novembro de 1994  | Thomas Joseph Winning                                                           | Reino Unido                    | 120       | 47            | 167   |
| 26 de novembro de 1994  | Adolfo Antonio Suárez Rivera                                                    | México                         | 120       | 47            | 167   |
| 26 de novembro de 1994  | Jaime Lucas Ortega y Alamino                                                    | Cuba                           | 120       | 47            | 167   |
| 26 de novembro de 1994  | Julius Riyadi Darmaatmadja, S.J.                                                | Indonésia                      | 120       | 47            | 167   |
| 26 de novembro de 1994  | Jan Pieter Schotte, C.I.C.M.                                                    | Bélgica                        | 120       | 47            | 167   |
| 26 de novembro de 1994  | Pierre Étienne Louis Eyt                                                        | França                         | 120       | 47            | 167   |
| 26 de novembro de 1994  | Gilberto Agustoni                                                               | Suíça                          | 120       | 47            | 167   |
| 26 de novembro de 1994  | Emmanuel Wamala                                                                 | Uganda                         | 120       | 47            | 167   |
| 26 de novembro de 1994  | William Henry Keeler                                                            | Estados Unidos                 | 120       | 47            | 167   |
| 26 de novembro de 1994  | Augusto Vargas Alzamora, S.J.                                                   | Peru                           | 120       | 47            | 167   |
| 26 de novembro de 1994  | Jean-Claude Turcotte                                                            | Canadá                         | 120       | 47            | 167   |
| 26 de novembro de 1994  | Ricardo María Carles Gordó                                                      | Espanha                        | 120       | 47            | 167   |
| 26 de novembro de 1994  | Adam Joseph Maida                                                               | Estados Unidos                 | 120       | 47            | 167   |
| 26 de novembro de 1994  | Vinko Puljić                                                                    | Bósnia e Herzegovina           | 120       | 47            | 167   |
| 26 de novembro de 1994  | Armand Gaétan Razafindratandra                                                  | Madagáscar                     | 120       | 47            | 167   |
| 26 de novembro de 1994  | Paul Joseph Pham Ðình Tung                                                      | Vietname                       | 120       | 47            | 167   |
| 26 de novembro de 1994  | Juan Sandoval Íñiguez                                                           | México                         | 120       | 47            | 167   |
| 26 de novembro de 1994  | 6 não eleitor:                                                                  | Vaticano                       | 120       | 47            | 167   |
| 26 de novembro de 1994  | Bernardino Carlos Guillermo Honorato Echeverría Ruiz, O.F.M.                    | Equador                        | 120       | 47            | 167   |
| 26 de novembro de 1994  | Kazimierz Świątek                                                               | Bielorrússia                   | 120       | 47            | 167   |
| 26 de novembro de 1994  | Ersilio Tonini                                                                  | Itália                         | 120       | 47            | 167   |
| 26 de novembro de 1994  | Mikel Koliqi                                                                    | Albânia                        | 120       | 47            | 167   |
| 26 de novembro de 1994  | Yves-Marie-Joseph Congar, O.P.                                                  | França                         | 120       | 47            | 167   |
| 26 de novembro de 1994  | Alois Grillmeier, S.J.                                                          | Alemanha                       | 120       | 47            | 167   |
| 28 de novembro de 1994  | morte do cardeal Vicente Enrique y Tarancón (87 anos)                           | Espanha                        | 120       | 46            | 166   |
| 26 de dezembro de 1994  | morte do cardeal Pietro Pavan (91 anos)                                         | Itália                         | 120       | 45            | 165   |
| 21 de maio de 1995      | morte do cardeal Agnelo Rossi (82 anos)                                         | Brasil                         | 120       | 44            | 164   |
| 22 de junho de 1995     | morte do cardeal Yves Congar, O.P. (91 anos)                                    | França                         | 120       | 43            | 163   |
| 15 de julho de 1995     | morte do cardeal Robert-Joseph Coffy (74 anos)                                  | França                         | 119       | 43            | 162   |
| 23 de agosto de 1995    | 80 º aniversário do Cardeal Antonio Innocenti                                   | Itália                         | 118       | 44            | 162   |
| 3 de novembro de 1995   | morte do cardeal Mario Revollo Bravo (76 anos)                                  | Colômbia                       | 118       | 43            | 161   |
| 24 de novembro de 1995  | morte do cardeal Dominic Ignatius Ekandem (78 anos)                             | Nigéria                        | 117       | 43            | 160   |
| 3 de fevereiro de 1996  | 80 º aniversário do Cardeal Jean Margéot                                        |                                | 116       | 44            | 160   |
| 3 de março de 1996      | morte do cardeal John Joseph Krol (85 anos)                                     | Estados Unidos                 | 116       | 43            | 159   |
| 8 de março de 1996      | morte do cardeal Alfredo Vicente Scherer (93 anos)                              | Brasil                         | 116       | 42            | 158   |
| 22 de abril de 1996     | morte do cardeal Mario Luigi Ciappi, O.P. (86 anos)                             | Itália                         | 116       | 41            | 157   |
| 6 de maio de 1996       | morte do cardeal Leo-Jozef Suenens (91 anos)                                    | Bélgica                        | 116       | 40            | 156   |
| 30 de maio de 1996      | morte do cardeal Léon-Etienne Duval (90 anos)                                   | França                         | 116       | 39            | 155   |
| 1 de junho de 1996      | 80 º aniversário do Cardeal Jean Jérôme Hamer, O.P.                             | Bélgica                        | 115       | 40            | 155   |
| 1 de julho de 1996      | 80 º aniversário do Cardeal Bernard Yago                                        | Costa do Marfim                | 114       | 41            | 155   |
| 1 de agosto de 1996     | 80 º aniversário do Cardeal Fiorenzo Angelini                                   | Itália                         | 113       | 42            | 155   |
| 7 de agosto de 1996     | morte do cardeal Joseph Asjiro Satowaki (92 anos)                               | Japão                          | 113       | 41            | 154   |
| 14 de setembro de 1996  | morte do cardeal Joseph Louis Bernardin (68 anos)                               | Estados Unidos                 | 112       | 41            | 153   |
| 2 de outubro de 1996    | 80 º aniversário do Cardeal Angel Suquía Goicoechea                             | Espanha                        | 111       | 42            | 153   |
| 8 de novembro de 1996   | morte do cardeal Simon Ignatius Pimenta (93 anos)                               | Índia                          | 110       | 42            | 152   |
| 2 de dezembro de 1996   | morte do cardeal Jean Jérôme Hamer, O.P. (80 anos)                              | Bélgica                        | 110       | 41            | 151   |
| 26 de dezembro de 1996  | morte do cardeal Narciso Jubany Arnau (83 anos)                                 | Espanha                        | 110       | 40            | 150   |
| 16 de janeiro de 1997   | morte do cardeal Juan Landázuri Ricketts, O.F.M. (83 anos)                      | Peru                           | 110       | 39            | 149   |
| 28 de janeiro de 1997   | morte do cardeal Mikel Koliqi (96 anos)                                         | Albânia                        | 110       | 38            | 148   |
| 25 de fevereiro de 1997 | morte do cardeal Ugo Poletti (82 anos)                                          | Itália                         | 110       | 37            | 147   |
| 3 de setembro de 1997   | 80 º aniversário do Cardeal Paul Zoungrana                                      | Burquina Fasso                 | 109       | 38            | 147   |
| 1 de outubro de 1997    | 80 º aniversário do Cardeal Cahal Brendan Daly                                  | República da Irlanda           | 108       | 39            | 147   |
| 5 de outubro de 1997    | morte do cardeal Bernard Yago (81 anos)                                         | Costa do Marfim                | 108       | 38            | 146   |
| 25 de novembro de 1997  | 80 º aniversário do Cardeal Luigi Poggi                                         | Itália                         | 107       | 39            | 146   |
| 8 de dezembro de 1997   | morte do cardeal Laurean Rugambwa (85 anos)                                     | Tanzânia                       | 107       | 38            | 145   |
| 15 de janeiro de 1998   | 80 º aniversário do Cardeal Edouard Gagnon                                      | Canadá                         | 106       | 39            | 145   |
| 16 de janeiro de 1998   | 80 º aniversário do Cardeal Marcelo González Martín                             | Espanha                        | 105       | 40            | 145   |
| 5 de fevereiro de 1998  | 80 º aniversário do Cardeal Vincenzo Fagiolo                                    | Itália                         | 103       | 41            | 144   |
| 5 de fevereiro de 1998  | morte do cardeal Eduardo Francisco Pironio (77 anos)                            | Argentina                      | 103       | 41            | 144   |
| 21 de fevereiro de 1998 | criou 19 eleitores + 1 não eleitores + 2 In Pectore:                            | Vaticano                       | 122       | 42            | 164   |
| 21 de fevereiro de 1998 | Jorge Medina Estévez                                                            | Chile                          | 122       | 42            | 164   |
| 21 de fevereiro de 1998 | Alberto Bovone                                                                  | Itália                         | 122       | 42            | 164   |
| 21 de fevereiro de 1998 | Darío Castrillón Hoyos                                                          | Colômbia                       | 122       | 42            | 164   |
| 21 de fevereiro de 1998 | Lorenzo Antonetti                                                               | Itália                         | 122       | 42            | 164   |
| 21 de fevereiro de 1998 | James Francis Stafford                                                          | Estados Unidos                 | 122       | 42            | 164   |
| 21 de fevereiro de 1998 | Salvatore De Giorgi                                                             | Itália                         | 122       | 42            | 164   |
| 21 de fevereiro de 1998 | Serafim Fernandes de Araújo                                                     | Brasil                         | 122       | 42            | 164   |
| 21 de fevereiro de 1998 | Antonio María Rouco Varela                                                      | Espanha                        | 122       | 42            | 164   |
| 21 de fevereiro de 1998 | Aloysius Matthew Ambrozic                                                       | Canadá                         | 122       | 42            | 164   |
| 21 de fevereiro de 1998 | Jean Marie Julien Balland                                                       | França                         | 122       | 42            | 164   |
| 21 de fevereiro de 1998 | Dionigi Tettamanzi                                                              | Itália                         | 122       | 42            | 164   |
| 21 de fevereiro de 1998 | Polycarp Pengo                                                                  | Tanzânia                       | 122       | 42            | 164   |
| 21 de fevereiro de 1998 | Christoph Schönborn, O.P.                                                       | Áustria                        | 122       | 42            | 164   |
| 21 de fevereiro de 1998 | Norberto Rivera Carrera                                                         | México                         | 122       | 42            | 164   |
| 21 de fevereiro de 1998 | Francis Eugene George, O.M.I.                                                   | Estados Unidos                 | 122       | 42            | 164   |
| 21 de fevereiro de 1998 | Paul Shan Kuo-hsi, S.J.                                                         | República da China             | 122       | 42            | 164   |
| 21 de fevereiro de 1998 | Giovanni Cheli                                                                  | Itália                         | 122       | 42            | 164   |
| 21 de fevereiro de 1998 | Francesco Colasuonno                                                            | Itália                         | 122       | 42            | 164   |
| 21 de fevereiro de 1998 | Dino Monduzzi                                                                   | Itália                         | 122       | 42            | 164   |
| 21 de fevereiro de 1998 | 1 não eleitor:                                                                  | Vaticano                       | 122       | 42            | 164   |
| 21 de fevereiro de 1998 | Adam Kozłowiecki, S.J.                                                          | Equador                        | 122       | 42            | 164   |
| 28 de fevereiro de 1998 | morte do cardeal Antonio Quarracino (74 anos)                                   | Argentina                      | 121       | 42            | 163   |
| 1 de março de 1998      | morte do cardeal Jean Marie Julien Balland (63 anos)                            | França                         | 120       | 42            | 162   |
| 24 de março de 1998     | morte do cardeal António Ribeiro (69 anos)                                      | Portugal                       | 119       | 42            | 161   |
| 17 de abril de 1998     | morte do cardeal Alberto Bovone (75 anos)                                       | Itália                         | 118       | 42            | 160   |
| 9 de junho de 1998      | morte do cardeal Agostino Casaroli (83 anos)                                    | Itália                         | 118       | 41            | 159   |
| 21 de junho de 1998     | morte do cardeal Anastasio Alberto Ballestrero, O.C.D. (84 anos)                | Itália                         | 118       | 40            | 158   |
| 17 de julho de 1998     | morte do cardeal John Joseph Carberry (93 anos)                                 | Estados Unidos                 | 118       | 39            | 157   |
| 13 de setembro de 1998  | morte do cardeal Alois Grillmeier, S.J. (88 anos)                               | Alemanha                       | 118       | 38            | 156   |
| 23 de setembro de 1998  | 80 º aniversário do Cardeal Salvatore Pappalardo                                | Itália                         | 117       | 39            | 156   |
| 30 de setembro de 1998  | 80 º aniversário do Cardeal Giovanni Canestri                                   | Itália                         | 116       | 40            | 156   |
| 4 de outubro de 1998    | 80 º aniversário do Cardeal Giovanni Cheli                                      | Itália                         | 115       | 41            | 156   |
| 7 de dezembro de 1998   | morte do cardeal Carlos Oviedo Cavada (71 anos)                                 | Chile                          | 114       | 41            | 155   |
| 15 de janeiro de 1999   | 80 º aniversário do Cardeal Paul Joseph Pham Ðình Tung                          | Vietname                       | 113       | 42            | 155   |
| 19 de março de 1999     | 80 º aniversário do Cardeal José Alí Lebrún Moratinos                           | Venezuela                      | 112       | 43            | 155   |
| 9 de abril de 1999      | morte do cardeal Raúl Silva Henríquez (91 anos)                                 | Chile                          | 112       | 42            | 154   |
| 14 de abril de 1999     | 80 º aniversário do Cardeal Raúl Francisco Primatesta                           | Argentina                      | 111       | 43            | 154   |
| 15 de abril de 1999     | 80 º aniversário do Cardeal Franjo Kuharic                                      | Croácia                        | 110       | 44            | 154   |
| 17 de junho de 1999     | morte do cardeal George Basil Hume, O.S.B. (76 anos)                            | Reino Unido                    | 109       | 44            | 153   |
| 29 de junho de 1999     | 80 º aniversário do Cardeal Ernesto Corripio y Ahumada                          | México                         | 108       | 45            | 153   |
| 26 de julho de 1999     | 80 º aniversário do Cardeal Angelo Felici                                       | Itália                         | 107       | 46            | 153   |
| 13 de outubro de 1999   | 80 º aniversário do Cardeal Hans Hermann Groër, O.S.B.                          | Áustria                        | 106       | 47            | 153   |
| 17 de dezembro de 1999  | morte do cardeal Paolo Dezza (97 anos)                                          | Itália                         | 106       | 46            | 152   |
| 15 de janeiro de 2000   | 80 º aniversário do Cardeal John Joseph O'Connor                                | Estados Unidos                 | 105       | 47            | 152   |
| 12 de março de 2000     | morte do cardeal Ignatius Kung Pin-mei (98 anos)                                | China                          | 105       | 46            | 151   |
| 17 de março de 2000     | 80 º aniversário do Cardeal José Tomás Sánchez                                  | Filipinas                      | 104       | 47            | 151   |
| 23 de março de 2000     | morte do cardeal Antony Padiyara (79 anos)                                      | Índia                          | 103       | 47            | 150   |
| 6 de abril de 2000      | morte do cardeal Bernardino Carlos Guillermo Honorato Echeverría Ruiz (87 anos) | Equador                        | 103       | 46            | 149   |
| 15 de maio de 2000      | 80 º aniversário do Cardeal Nasrallah Pierre Sfeir                              | Líbano                         | 102       | 47            | 149   |
| 28 de maio de 2000      | morte do cardeal Vincentas Sladkevičius (79 anos)                               | Lituânia                       | 101       | 47            | 148   |
| 4 de junho de 2000      | morte do cardeal Paul Zoungrana (82 anos)                                       | Burquina Fasso                 | 101       | 46            | 147   |
| 4 de setembro de 2000   | morte do cardeal Augusto Vargas Alzamora (77 anos)                              | Peru                           | 100       | 46            | 146   |
| 22 de setembro de 2000  | morte do cardeal Vincenzo Fagiolo (82 anos)                                     | Itália                         | 100       | 45            | 145   |
| 26 de setembro de 2000  | morte do cardeal Paul Joseph Marie Gouyon (89 anos)                             | França                         | 100       | 44            | 144   |
| 4 de outubro de 2000    | morte do cardeal Egano Righi-Lambertini (94 anos)                               | Itália                         | 100       | 43            | 143   |
| 11 de outubro de 2000   | morte do cardeal Pietro Palazzini (88 anos)                                     | Itália                         | 99        | 43            | 142   |
| 11 de outubro de 2000   | 80 º aniversário do Cardeal James Aloysius Hickey                               | Estados Unidos                 | 99        | 43            | 142   |
| 14 de dezembro de 2000  | morte do cardeal Myroslav Ivan Ljubačivs'kyj (82 anos)                          | Ucrânia                        | 98        | 43            | 141   |
| 2 de fevereiro de 2001  | 80 º aniversário do Cardeal Hyacinthe Thiandoum                                 | Senegal                        | 97        | 44            | 141   |
| 8 de fevereiro de 2001  | morte do cardeal Giuseppe Casoria (92 anos)                                     | Itália                         | 97        | 43            | 140   |
| 21 de fevereiro de 2001 | morte do cardeal José Alí Lebrún Moratinos (81 anos)                            | Venezuela                      | 136       | 47            | 183   |
| 21 de fevereiro de 2001 | 80 º aniversário do Cardeal Antonio María Javierre                              | Espanha                        | 136       | 47            | 183   |
| 21 de fevereiro de 2001 | Criou 38 eleitores + 4 não eleitores + Revelação 2 In Pectore:                  | Vaticano                       | 136       | 47            | 183   |
| 21 de fevereiro de 2001 | Giovanni Battista Re                                                            | Itália                         | 136       | 47            | 183   |
| 21 de fevereiro de 2001 | François-Xavier Nguyên Van Thuân                                                | Vietname                       | 136       | 47            | 183   |
| 21 de fevereiro de 2001 | Agostino Cacciavillan                                                           | Itália                         | 136       | 47            | 183   |
| 21 de fevereiro de 2001 | Sergio Sebastiani                                                               | Itália                         | 136       | 47            | 183   |
| 21 de fevereiro de 2001 | Zenon Grocholewski                                                              | Polónia                        | 136       | 47            | 183   |
| 21 de fevereiro de 2001 | José Saraiva Martins, C.M.F.                                                    | Portugal                       | 136       | 47            | 183   |
| 21 de fevereiro de 2001 | Crescenzio Sepe                                                                 | Itália                         | 136       | 47            | 183   |
| 21 de fevereiro de 2001 | Jorge María Mejía                                                               | Argentina                      | 136       | 47            | 183   |
| 21 de fevereiro de 2001 | Ignace Moussa I Daoud                                                           | Síria                          | 136       | 47            | 183   |
| 21 de fevereiro de 2001 | Mario Francesco Pompedda                                                        | Itália                         | 136       | 47            | 183   |
| 21 de fevereiro de 2001 | Walter Kasper                                                                   | Alemanha                       | 136       | 47            | 183   |
| 21 de fevereiro de 2001 | Johannes Joachim Degenhardt                                                     | Alemanha                       | 136       | 47            | 183   |
| 21 de fevereiro de 2001 | Antonio José González Zumárraga                                                 | Equador                        | 136       | 47            | 183   |
| 21 de fevereiro de 2001 | Ivan Dias                                                                       | Índia                          | 136       | 47            | 183   |
| 21 de fevereiro de 2001 | Geraldo Majella Agnelo                                                          | Brasil                         | 136       | 47            | 183   |
| 21 de fevereiro de 2001 | Pedro Rubiano Sáenz                                                             | Colômbia                       | 136       | 47            | 183   |
| 21 de fevereiro de 2001 | Theodore Edgar McCarrick                                                        | Estados Unidos                 | 136       | 47            | 183   |
| 21 de fevereiro de 2001 | Desmond Connell                                                                 | República da Irlanda           | 136       | 47            | 183   |
| 21 de fevereiro de 2001 | Audrys Juozas Backis                                                            | Lituânia                       | 136       | 47            | 183   |
| 21 de fevereiro de 2001 | Francisco Javier Errázuriz Ossa                                                 | Chile                          | 136       | 47            | 183   |
| 21 de fevereiro de 2001 | Julio Terrazas Sandoval, C.Ss.R.                                                | Bolívia                        | 136       | 47            | 183   |
| 21 de fevereiro de 2001 | Wilfrid Fox Napier, O.F.M.                                                      | África do Sul                  | 136       | 47            | 183   |
| 21 de fevereiro de 2001 | Óscar Rodríguez Maradiaga, S.D.B.                                               | Honduras                       | 136       | 47            | 183   |
| 21 de fevereiro de 2001 | Bernard Agré                                                                    | Costa do Marfim                | 136       | 47            | 183   |
| 21 de fevereiro de 2001 | Louis-Marie Billé                                                               | França                         | 136       | 47            | 183   |
| 21 de fevereiro de 2001 | Antonio Ignacio Velasco Garcia, S.D.B.                                          | Venezuela                      | 136       | 47            | 183   |
| 21 de fevereiro de 2001 | Juan Luis Cipriani Thorne                                                       | Peru                           | 136       | 47            | 183   |
| 21 de fevereiro de 2001 | Francisco Álvarez Martínez                                                      | Espanha                        | 136       | 47            | 183   |
| 21 de fevereiro de 2001 | Cláudio Hummes, O.F.M.                                                          | Brasil                         | 136       | 47            | 183   |
| 21 de fevereiro de 2001 | Varkey Vithayathil, C.Ss.R.                                                     | Índia                          | 136       | 47            | 183   |
| 21 de fevereiro de 2001 | Jorge Mario Bergoglio, S.J. (Futuro Papa Francisco)                             | Argentina                      | 136       | 47            | 183   |
| 21 de fevereiro de 2001 | José da Cruz Policarpo                                                          | Portugal                       | 136       | 47            | 183   |
| 21 de fevereiro de 2001 | Severino Poletto                                                                | Itália                         | 136       | 47            | 183   |
| 21 de fevereiro de 2001 | Cormac Murphy-O'Connor                                                          | Inglaterra                     | 136       | 47            | 183   |
| 21 de fevereiro de 2001 | Edward Michael Egan                                                             | Estados Unidos                 | 136       | 47            | 183   |
| 21 de fevereiro de 2001 | Lubomyr Huzar                                                                   | Ucrânia                        | 136       | 47            | 183   |
| 21 de fevereiro de 2001 | Karl Lehmann                                                                    | Alemanha                       | 136       | 47            | 183   |
| 21 de fevereiro de 2001 | Roberto Tucci, S.J.                                                             | Itália                         | 136       | 47            | 183   |
| 21 de fevereiro de 2001 | 4 não eleitores:                                                                | Vaticano                       | 136       | 47            | 183   |
| 21 de fevereiro de 2001 | Stéphanos II Ghattas, C.M.                                                      | Egito                          | 136       | 47            | 183   |
| 21 de fevereiro de 2001 | Jean Marcel Honoré                                                              | França                         | 136       | 47            | 183   |
| 21 de fevereiro de 2001 | Leo Scheffczyk                                                                  | Alemanha                       | 136       | 47            | 183   |
| 21 de fevereiro de 2001 | Avery Robert Dulles, S.J.                                                       | Estados Unidos                 | 136       | 47            | 183   |
| 21 de fevereiro de 2001 | Revelação In Pectore eleitor:                                                   | Vaticano                       | 136       | 47            | 183   |
| 21 de fevereiro de 2001 | Marian Jaworski                                                                 | Ucrânia                        | 136       | 47            | 183   |
| 21 de fevereiro de 2001 | Jānis Pujāts                                                                    | Letónia                        | 136       | 47            | 183   |
| 19 de abril de 2001     | 80 º aniversário do Cardeal Roberto Tucci                                       | Itália                         | 135       | 48            | 183   |
| 11 de junho de 2001     | morte do cardeal Pierre Étienne Louis Eyt (67 anos)                             | França                         | 134       | 48            | 182   |
| 17 de junho de 2001     | morte do cardeal Thomas Joseph Winning (76 anos)                                | Reino Unido                    | 133       | 48            | 181   |
| 29 de junho de 2001     | morte do cardeal Silvio Oddi (90 anos)                                          | Itália                         | 133       | 47            | 180   |
| 26 de julho de 2001     | Morte do Cardeal Giuseppe Maria Sensi (94 anos)                                 | Itália                         | 133       | 46            | 179   |
| 25 de agosto de 2001    | 80 º aniversário do Cardeal Paulos Tzadua                                       | Etiópia                        | 132       | 47            | 179   |
| 14 de setembro de 2001  | 80 º aniversário do Cardeal Paulo Evaristo Arns, O.F.M.                         | Brasil                         | 131       | 48            | 179   |
| 8 de novembro de 2001   | morte do cardeal Paolo Bertoli (93 anos)                                        | Itália                         | 131       | 47            | 178   |
| 2 de dezembro de 2001   | 80 º aniversário do Cardeal Carlo Furno                                         | Itália                         | 130       | 48            | 178   |
| 11 de março de 2002     | morte do cardeal Franjo Kuharic (82 anos)                                       | Croácia                        | 130       | 47            | 177   |
| 12 de março de 2002     | morte do cardeal Louis-Marie Billé (64 anos)                                    | França                         | 129       | 47            | 176   |
| 30 de março de 2002     | 80 º aniversário do Cardeal Virgilio Noè                                        | Itália                         | 128       | 48            | 176   |
| 2 de abril de 2002      | 80 º aniversário do Cardeal Dino Monduzzi                                       | Itália                         | 127       | 49            | 176   |
| 8 de maio de 2002       | 80 º aniversário do Cardeal Stephen Kim Sou-hwan                                | Coreia do Sul                  | 125       | 51            | 176   |
| 8 de maio de 2002       | 80 º aniversário do Cardeal Bernardin Gantin                                    | Benim                          | 125       | 51            | 176   |
| 21 de maio de 2002      | 80 º aniversário do Cardeal Pio Laghi                                           | Itália                         | 124       | 52            | 176   |
| 22 de maio de 2002      | morte do cardeal Alexandru Todea (89 anos)                                      | Romênia                        | 124       | 51            | 175   |
| 25 de julho de 2002     | morte do cardeal Johannes Joachim Degenhardt (76 anos)                          | Alemanha                       | 123       | 51            | 174   |
| 26 de julho de 2002     | 80 º aniversário do Cardeal Gilberto Agustoni                                   | Suíça                          | 122       | 52            | 174   |
| 31 de julho de 2002     | 80 º aniversário do Cardeal Lorenzo Antonetti                                   | Itália                         | 121       | 53            | 174   |
| 4 de agosto de 2002     | 80 º aniversário do Cardeal Luis Aponte Martínez                                | Porto Rico                     | 120       | 54            | 174   |
| 4 de setembro de 2002   | 80 º aniversário do Cardeal Rosalio José Castillo Lara                          | Venezuela                      | 119       | 55            | 174   |
| 8 de setembro de 2002   | morte do cardeal Lucas Moreira Neves, O.P. (76 anos)                            | Brasil                         | 118       | 55            | 173   |
| 16 de setembro de 2002  | morte do cardeal François-Xavier Nguyên Van Thuân (74 anos)                     | Vietname                       | 117       | 55            | 172   |
| 23 de setembro de 2002  | morte do cardeal John Baptist Wu Cheng-chung (77 anos)                          |                                | 116       | 55            | 171   |
| 25 de setembro de 2002  | 80 º aniversário do Cardeal Roger Etchegaray                                    | França                         | 115       | 56            | 171   |
| 31 de janeiro de 2003   | 80 º aniversário do Cardeal Maurice Michael Otunga                              | Quénia                         | 113       | 58            | 171   |
| 31 de janeiro de 2003   | 80 º aniversário do Cardeal Jorge María Mejía                                   | Argentina                      | 113       | 58            | 171   |
| 24 de março de 2003     | morte do cardeal Hans Hermann Groër, O.S.B. (83 anos)                           | Áustria                        | 113       | 57            | 170   |
| 6 de abril de 2003      | morte do cardeal Gerald Emmett Carter (91 anos)                                 | Canadá                         | 113       | 56            | 169   |
| 19 de abril de 2003     | morte do cardeal Aurelio Sabattani (90 anos)                                    | Itália                         | 113       | 55            | 168   |
| 31 de maio de 2003      | morte do cardeal Francesco Colasuonno (78 anos)                                 | Itália                         | 112       | 55            | 167   |
| 17 de junho de 2003     | 80 º aniversário do Cardeal Anthony Bevilacqua                                  | Estados Unidos                 | 111       | 56            | 167   |
| 6 de julho de 2003      | morte do cardeal Antonio Ignacio Velasco Garcia (74 anos)                       | Venezuela                      | 110       | 56            | 166   |
| 29 de agosto de 2003    | morte do cardeal Corrado Ursi (95 anos)                                         | Itália                         | 110       | 55            | 165   |
| 6 de setembro de 2003   | morte do cardeal Maurice Michael Otunga (80 anos)                               | Quénia                         | 110       | 54            | 164   |
| 17 de outubro de 2003   | 80 º aniversário do Cardeal Henryk Roman Gulbinowicz                            | Polónia                        | 109       | 55            | 164   |
| 21 de outubro de 2003   | criou 26 eleitores + 5 não eleitores + 1 In Pectore:                            | Vaticano                       | 135       | 59            | 194   |
| 21 de outubro de 2003   | Jean-Louis Pierre Tauran                                                        | França                         | 135       | 59            | 194   |
| 21 de outubro de 2003   | Renato Raffaele Martino                                                         | Itália                         | 135       | 59            | 194   |
| 21 de outubro de 2003   | Francesco Marchisano                                                            | Itália                         | 135       | 59            | 194   |
| 21 de outubro de 2003   | Julián Herranz Casado                                                           | Espanha                        | 135       | 59            | 194   |
| 21 de outubro de 2003   | Javier Lozano Barragán                                                          | México                         | 135       | 59            | 194   |
| 21 de outubro de 2003   | Stephen Fumio Hamao                                                             | Japão                          | 135       | 59            | 194   |
| 21 de outubro de 2003   | Attilio Nicora                                                                  | Itália                         | 135       | 59            | 194   |
| 21 de outubro de 2003   | Angelo Scola                                                                    | Itália                         | 135       | 59            | 194   |
| 21 de outubro de 2003   | Anthony Olubunmi Okogie                                                         | Nigéria                        | 135       | 59            | 194   |
| 21 de outubro de 2003   | Bernard Louis Auguste Paul Panafieu                                             | França                         | 135       | 59            | 194   |
| 21 de outubro de 2003   | Gabriel Zubeir Wako                                                             | Sudão                          | 135       | 59            | 194   |
| 21 de outubro de 2003   | Carlos Amigo Vallejo, O.F.M.                                                    | Espanha                        | 135       | 59            | 194   |
| 21 de outubro de 2003   | Justin Francis Rigali                                                           | Estados Unidos                 | 135       | 59            | 194   |
| 21 de outubro de 2003   | Keith Michael Patrick O'Brien                                                   | Escócia                        | 135       | 59            | 194   |
| 21 de outubro de 2003   | Eusébio Oscar Scheid, S.C.I.                                                    | Brasil                         | 135       | 59            | 194   |
| 21 de outubro de 2003   | Ennio Antonelli                                                                 | Itália                         | 135       | 59            | 194   |
| 21 de outubro de 2003   | Tarcisio Bertone, S.D.B.                                                        | Itália                         | 135       | 59            | 194   |
| 21 de outubro de 2003   | Peter Kodwo Appiah Turkson                                                      | Gana                           | 135       | 59            | 194   |
| 21 de outubro de 2003   | Telesphore Placidus Toppo                                                       | Índia                          | 135       | 59            | 194   |
| 21 de outubro de 2003   | George Pell                                                                     | Austrália                      | 135       | 59            | 194   |
| 21 de outubro de 2003   | Josip Bozanić                                                                   | Croácia                        | 135       | 59            | 194   |
| 21 de outubro de 2003   | Jean-Baptiste Pham Minh Mân                                                     | Vietname                       | 135       | 59            | 194   |
| 21 de outubro de 2003   | Rodolfo Quezada Toruño                                                          | Guatemala                      | 135       | 59            | 194   |
| 21 de outubro de 2003   | Philippe Xavier Ignace Barbarin                                                 | França                         | 135       | 59            | 194   |
| 21 de outubro de 2003   | Péter Erdő                                                                      | Hungria                        | 135       | 59            | 194   |
| 21 de outubro de 2003   | Marc Ouellet, P.S.S.                                                            | Canadá                         | 135       | 59            | 194   |
| 21 de outubro de 2003   | e 4 não eleitores:                                                              | Vaticano                       | 135       | 59            | 194   |
| 21 de outubro de 2003   | Georges Marie Martin Cottier, O.P.                                              | Suíça                          | 135       | 59            | 194   |
| 21 de outubro de 2003   | Gustaaf Joos                                                                    | Bélgica                        | 135       | 59            | 194   |
| 21 de outubro de 2003   | Tomáš Špidlík, S.J.                                                             | República Checa                | 135       | 59            | 194   |
| 21 de outubro de 2003   | Stanislaw Kazimierz Nagy                                                        | Polónia                        | 135       | 59            | 194   |
| 25 de outubro de 2003   | 80 º aniversário do Cardeal Achille Silvestrini                                 | Itália                         | 134       | 60            | 194   |
| 3 de dezembro de 2003   | 80 º aniversário do Cardeal Paul Shan Kuo-hsi                                   | China                          | 133       | 61            | 194   |
| 8 de dezembro de 2003   | 80 º aniversário do Cardeal Pio Taofinu'u                                       | Samoa                          | 132       | 62            | 194   |
| 11 de dezembro de 2003  | morte do cardeal Paulos Tzadua (82 anos)                                        | Etiópia                        | 132       | 61            | 193   |
| 13 de dezembro de 2003  | 80 º aniversário do Cardeal Edward Bede Clancy                                  | Austrália                      | 131       | 62            | 193   |
| 22 de janeiro de 2004   | 80 º aniversário do Cardeal Ján Chryzostom Korec                                | Eslováquia                     | 130       | 63            | 193   |
| 5 de fevereiro de 2004  | 80 º aniversário do Cardeal Duraisamy Simon Lourdusamy                          | Índia                          | 129       | 64            | 193   |
| 9 de fevereiro de 2004  | morte do cardeal Opilio Rossi (93 anos)                                         | Itália                         | 129       | 63            | 192   |
| 21 de fevereiro de 2004 | 80 º aniversário do Cardeal Silvano Piovanelli                                  | Itália                         | 128       | 64            | 192   |
| 29 de fevereiro de 2004 | 80 º aniversário do Cardeal Andrzej Maria Deskur                                | Polónia                        | 127       | 65            | 192   |
| 11 de março de 2004     | 80 º aniversário do Cardeal Jozef Tomko                                         | Eslováquia                     | 126       | 66            | 192   |
| 13 de março de 2004     | morte do cardeal Franz König (98 anos)                                          | Áustria                        | 126       | 65            | 191   |
| 18 de março de 2004     | 80 º aniversário do Cardeal Alexandre José Maria dos Santos                     | Moçambique                     | 125       | 66            | 191   |
| 18 de maio de 2004      | morte do cardeal Hyacinthe Thiandoum (83 anos)                                  | Senegal                        | 125       | 65            | 190   |
| 5 de julho de 2004      | 80 º aniversário do Cardeal Edward Idris Cassidy                                | Austrália                      | 124       | 66            | 190   |
| 13 de agosto de 2004    | 80 º aniversário do Cardeal Serafim Fernandes de Araújo                         | Brasil                         | 123       | 67            | 190   |
| 25 de agosto de 2004    | morte do cardeal Marcelo González Martín (86 anos)                              | Espanha                        | 123       | 66            | 189   |
| 8 de outubro de 2004    | 80 º aniversário do Cardeal Aloísio Lorscheider, O.F.M.                         | Brasil                         | 122       | 67            | 189   |
| 14 de outubro de 2004   | morte do cardeal Juan Francisco Fresno Larraín (90 anos)                        | Chile                          | 122       | 66            | 188   |
| 24 de outubro de 2004   | morte do cardeal James Aloysius Hickey (84 anos)                                | Estados Unidos                 | 122       | 65            | 187   |
| 2 de novembro de 2004   | morte do cardeal Gustaaf Joos (81 anos)                                         | Bélgica                        | 122       | 64            | 186   |
| 18 de novembro de 2004  | morte do cardeal Juan Carlos Aramburu (92 anos)                                 | Argentina                      | 122       | 63            | 185   |
| 11 de dezembro de 2004  | 80 º aniversário do Cardeal Giovanni Saldarini                                  | Itália                         | 121       | 64            | 185   |
| 10 de janeiro de 2005   | morte do cardeal Jan Pieter Schotte, C.I.C.M. (76 anos)                         | Bélgica                        | 120       | 64            | 184   |
| 3 de fevereiro de 2005  | morte do cardeal Corrado Bafile (101 anos)                                      | Itália                         | 119       | 64            | 183   |
| 1 de março de 2005      | 80 º aniversário do Cardeal Alexandre do Nascimento                             | Angola                         | 118       | 65            | 183   |
| 18 de março de 2005     | 80 º aniversário do Cardeal Antonio José González Zumárraga                     | Equador                        | 117       | 66            | 183   |
| 2 de abril de 2005      | morte do Papa João Paulo II (84 anos)                                           | Vaticano                       | 117       | 66            | 183   |

## Artigos relacionados
- Colégio dos Cardeais
- Lista de cardeais eleitores do conclave de 2005